# Лавалье (Корриентес)
Лавалье (исп. Lavalle) — город на северо-востоке Аргентины в провинции Корриентес. Входит в состав департамента Лавалье.
Расположен на западе провинции Корриентес на берегу реки Парана между городами Гойя и Санта-Люсия в 201 км от столицы провинции города Корриентес
Население в 2010 году составляло 2990 человек.

## История
Заложен 13 декабря 1616 года Эрнандо Ариасом де Сааведрой. Позже уничтожен местными индейцами. Повторно основан в 1863 году.
В городе находится доминиканский женский монастырь Сан-Альберто. 